# St. Martin (Schlieben)

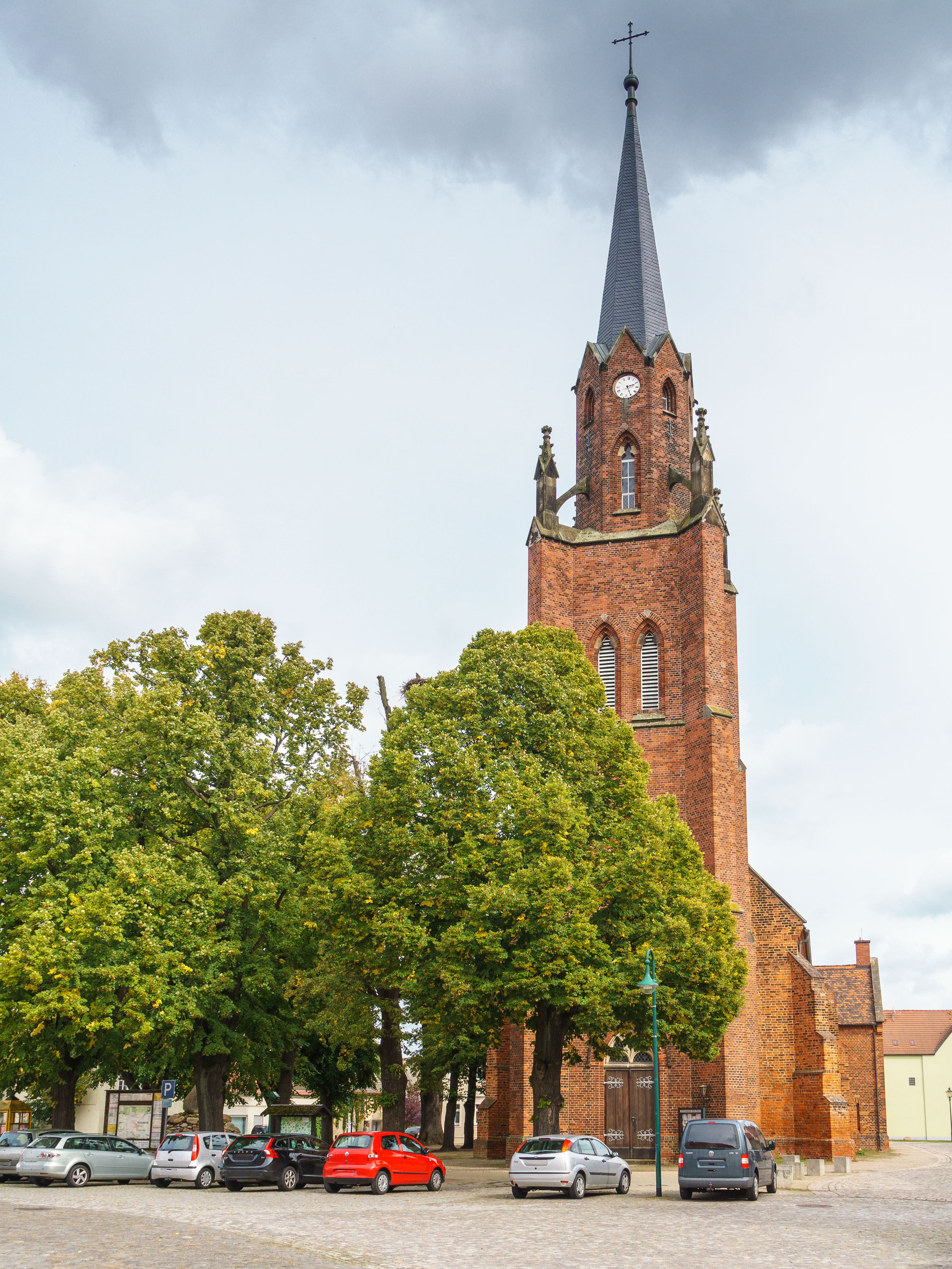
St. Martin (Schlieben)

Die evangelische Stadtkirche St. Martin ist eine nach Zerstörung 1631 wiederaufgebaute, spätgotische Saalkirche in Schlieben im Landkreis Elbe-Elster in Brandenburg. Sie gehört zur Kirchengemeinde Schlieben im Kirchenkreis Bad Liebenwerda der Evangelischen Kirche in Mitteldeutschland.

## Geschichte und Architektur

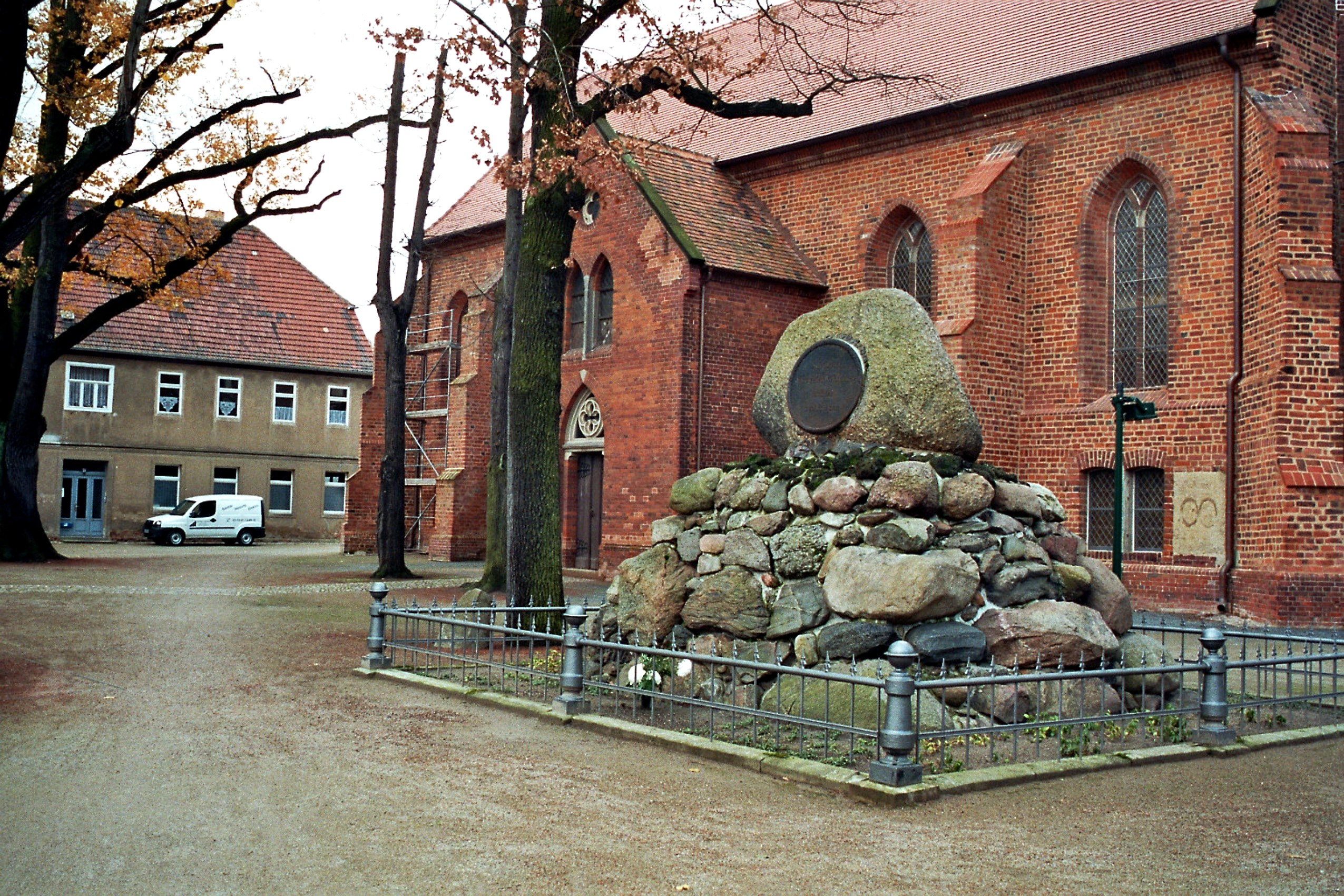
Nordseite mit Gefallenendenkmal

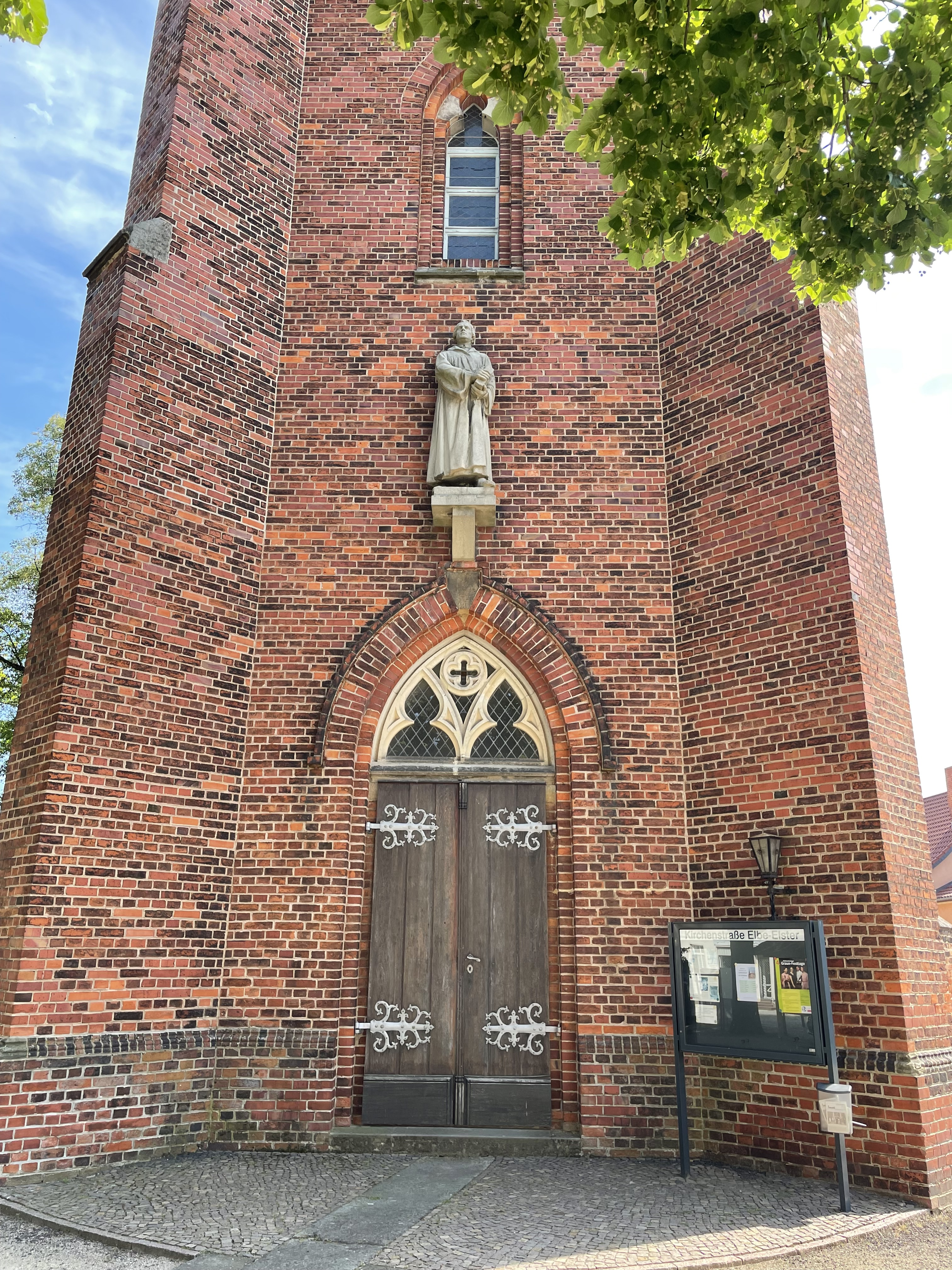
Westportal mit Lutherstandbild

### Lage
Die Kirche mit hohem, weithin sichtbarem Turm steht frei auf dem Markt. Der umgebende Kirchhof wurde um 1860 aufgelassen, auf der West- und Nordseite entlang des Verlaufs der einstigen Einfriedungsmauer wurden Linden gepflanzt. Der Weg zur Kirche ist mit Sandsteinplatten gepflastert, vor dem Portal ist kreisförmiges Mosaikpflaster aufgebracht. An der Nordwestseite, dem Schnittpunkt von Markt und Ernst-Legal-Platz, steht das am 24. August 1902 eingeweihte ehemalige Bismarckdenkmal. Der große, auf einem Feldsteinsockel aufgesetzte Findling trug das Bildnismedaillon Bismarcks, das 1956 durch eine gusseiserne Plakette ersetzt wurde, die der Opfer des Zweiten Weltkriegs gedenkt. An der Nordwand der Kirche, im ersten Wandkompartiment von Westen, befindet sich eine verwitterte Grabplatte mit zwei ovalen Inschriftenschilden, am Chor ein Grabstein mit Inschriftenschild und kronehaltenden Putten aus dem 18. Jahrhundert sowie der Rundsockel eines klassizistischen Grabsteins.

### Bauwerk
Die einschiffige, vierjochige Backsteinkirche mit Fünfachtelschluss am Chor und regelmäßigem Läufer-Binder-Mauerverband stammt im Kern aus der zweiten Hälfte des 15. Jahrhunderts. Der Standort des seit dem 13. Jahrhundert urkundlich belegten Vorgängerbaus ist nicht bekannt. Das Bauwerk wurde 1631 bis auf die Außenmauern und das Chorgewölbe zerstört, ein Wiederaufbau erfolgte mit Holzbalkendecke unter Verwendung von Steinen des abgebrannten Schliebener Schlosses und wurde 1672 mit der Eindeckung abgeschlossen.
Durch drei Kaffgesimse gegliederte Strebepfeiler gliedern das Langhaus und den Chor. Sie unterteilen den Bau in fünf Wandfelder an den Seiten und fünf am Chorhaupt. Eine umlaufende, die Strebepfeiler verkröpfende Rollschicht auf der Höhe des unteren Abschlusses der Sohlbänke, ein flaches Kaffgesims zur Sockelzone sowie ein karniesförmiges Traufgesims gliedern das Bauwerk. Ein hoher Sockelbereich ist mit flachbogigen Zwillingsfenstern des 18. Jahrhunderts mit Sandsteinmittelsäule versehen. Darüber sind spitzbogige zweibahnige Fenster mit schräger Laibung aus der Mitte des 19. Jahrhunderts angeordnet. Die Chorfenster sind einbahnig. Der Kirchturm stürzte durch Blitzschlag am 1. September 1856 ein, im Jahr 1857 erfolgte eine Sanierung des beschädigten Bauwerks.
Die aufwendigen Entwürfe des Geheimen Baurats Ritter aus Merseburg wurden zugunsten einer Planung des Liebenwerdaer Bauinspektors Meyer abgelehnt. Nach dessen Entwürfen wurden 1862 im Süden und Norden Eingangsvorbauten angefügt. Im selben Jahr wurden auch der neugotische Turm erbaut und das äußere Mauerwerk saniert. Der Kirchturm ist über rechteckigem Grundriss in drei Geschosse und vier über dem dritten Turmgeschoss in Sandsteinfialen auslaufende Strebepfeiler gegliedert. Die Turmgeschosse sind durch den Wechsel spitzbogig geschlossener Zwillingsfenster und einfacher Fenster akzentuiert. Ein schlanker achteckiger Turmaufsatz, der an den Seiten in Dreiecksgiebeln endet, und ein spitzer Turmhelm schließen den Turm ab. Das Lutherstandbild über dem Eingang wurde 1934 von dem Bildhauer Paul Juckoff geschaffen.
Das Innere wird vom Gegensatz zwischen dem Kirchenschiff mit flacher Holzdecke und doppelter Hufeisenempore sowie dem durch ein spätgotisches Sterngewölbe gedeckten Chor geprägt.
Eine Doppelempore wurde 1858 bis 1861 anstelle einer barocken Vorgängerin eingebaut. Der Einbau der Balkendecke, die Verkürzung der Emporen und ihre rückwärtige Verkleidung erfolgten bei der Sanierung in den Jahren 1934 bis 1936.

## Ausstattung

### Hauptstücke
Der hölzerne Kanzelaltar wurde im Jahr 1699 von Georg Friedrich Schramm aus Breslau gefertigt und 1862 durch A. Nitzsche restauriert. Auf der Vorderseite des säulenflankierten Kanzelkorbs befindet sich die Darstellung des Abendmahls, auf dem Abschlussgebälk sind zwei palmzweighaltende Putten über den Säulen angeordnet. In den mit reichem Rankenwerk versehenen Wangen sind Wappenmedaillons zu sehen, der abschließende Aufsatz ist mit einer Auferstehungsszene versehen, darüber befindet sich eine Engelsskulptur mit Palmzweig.
Der von einem knienden Engel getragene Taufstein aus Sandstein stammt aus dem Jahr 1765. Er ist an der achtseitigen Kuppa mit Inschriftenkartuschen versehen. Auf dem Holzdeckel ist das kreuztragende Christuskind dargestellt.

### Grabsteine und Epitaphien
Zehn Grabsteine und Epitaphien stehen an den Chorwänden und zeichnen sich durch ihre bildhauerische Qualität aus:
1. Reliefiertes Epitaph mit Messingplatte für den 1675 verstorbenen Propst C. D. Bücher auf volutengeschmücktem Sockel;
2. Epitaph der 1725 verstorbenen Ch. L. v. Berger mit Büste und zwei trauernde Putten mit Wappenschilden und Vitentafel unter wappendekoriertem Baldachin;
3. Propst J. G. Meißner, † 1733, auf sarkophagähnlichem Unterbau stehende Inschriftenplatte aus Messing und die Allegorien Glaube und Hoffnung;
4. Propst Camenz, † 1744, Inschriftenstein mit Tuchgehängen und Engelsköpfen;
5. Wandepitaph für den Schliebener Amtmann Frans, † 1744, vor gemalter Draperie, Vitentafel haltende Putten am Sockel, darüber Inschriftenstein mit figürlichem und ornamentalem Dekor, im geschwungenen Abschlussgebälk eine Reliefdarstellung des mit dem Engel ringenden Jakob, zu beiden Seiten die Freifiguren von Justitia und Sapientia;
6. das Epitaph des 1759 verstorbenen J. W. Meißner mit geschwungenem Aufbau aus Rocaille- und Muschelwerk, zwei Wappen, über Inschriftenfeld Putto und Totenschädel;
7. Grabstein der Familie Wendler, erste Hälfte des 18. Jahrhunderts, segmentbogenförmige Verdachung, vier Putten und Inschriftentafel;
8. Epitaph der Familie Kretzschmar, zweite Hälfte des 18. Jahrhunderts, Inschriftenstein mit giebelartigem Abschluss aus Engelsköpfen;
9. Doppelgrabstein einer unbekannten Familie, 1763, mit dem Relief zweier Särge und mit Vitentafeln;
10. 1780 gefertigter Grabstein mit geschweiftem Sockel und Oberbau, von einem Putto bekrönt.

### Früheres Hakenkreuzfenster
Beim Umbau der Kirche in den Jahren 1933/34 sorgte der damalige Pfarrer Alexander Centgraf, seit 1933 Mitglied der SA dafür, dass auf einem neu gestalteten Mosaikfenster an der Südseite der Kirche (untere Fensterreihe) eine Hakenkreuzfahne, die Feldherrnhalle in München und das Motto Und Ihr habt doch gesiegt mit der auf den Hitlerputsch Bezug nehmenden Zeitangabe „2.11.1923 – 9.11.1933“ abgebildet wurden. Nach dem Krieg wurde das Fenster beseitigt, Informationen über das Hakenkreuzfenster wurden in den meisten Exemplaren der von Centgraf 1939 verfassten Kirchenchronik entfernt.

### Weitere Ausstattung
Eine Kirchentruhe aus der zweiten Hälfte des 17. Jahrhunderts ist aus Holz mit Eisenbeschlägen gefertigt.
Eine hölzerne Madonna mit Kind aus dem ersten Viertel des 15. Jahrhunderts stammt aus Oelsig.
Ein Brustbild aus dem Jahr 1740 stellt Propst E. G. Camenz dar.
Die Chorfenster wurden 1904 in der Glasmalereianstalt Ferdinand Müller aus Quedlinburg mit den Darstellungen von Moses mit den Gesetzestafeln und kreuztragendem Christus ausgeführt. Im Chorscheitelfenster befindet sich eine Darstellung des Gottesauges im Dreifaltigkeitssymbol.
Zwei Eisenglocken wurden 1921 in der Kunst- und Glockengießerei Lauchhammer gegossen.

## Orgel

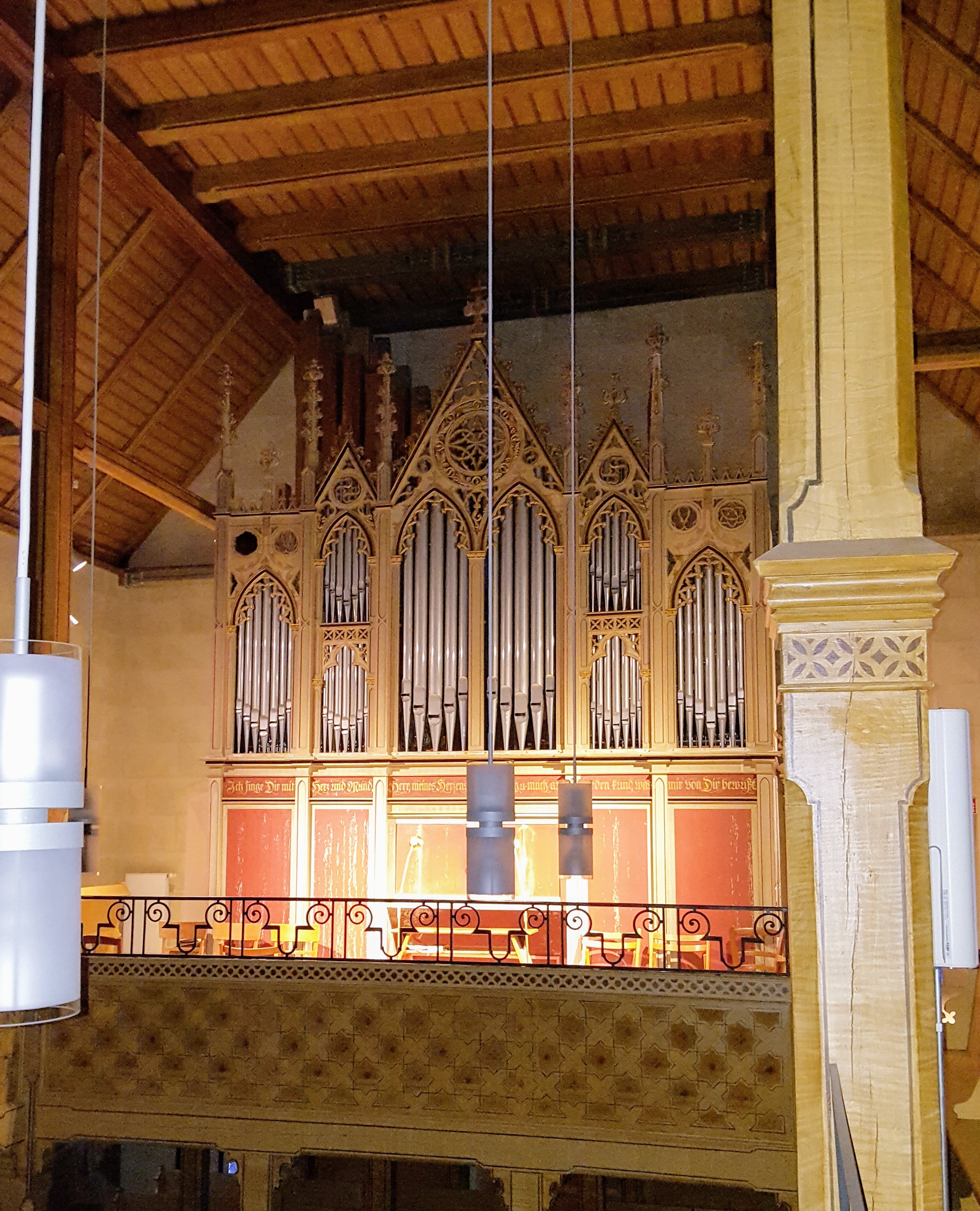
Conrad-Geissler-Orgel von 1879 in Schlieben, St. Martin

Die Orgel mit neugotischem Prospekt, ursprünglich ein Werk von Nicolaus Schrickel aus dem Jahr 1863, musste schon 1879 durch Conrad Geissler durchgreifend umgebaut werden. Von 2013 bis 2019 wurde sie durch die Werkstätte Mitteldeutscher Orgelbau A. Voigt in sechs Bauabschnitten umfassend saniert. Bei mechanischer Spiel- und Registertraktur verfügt sie über 26 Register auf zwei Manualen und Pedal in folgender Disposition:
| I Hauptwerk C–f3 |                 |     |
| 1.               | Bourdun         | 16′ |
| 2.               | Principal       | 8′  |
| 3.               | Hohlflöte       | 8′  |
| 4.               | Viola di Gamba0 | 8′  |
| 5.               | Gedact          | 8′  |
| 6.               | Principal       | 4′  |
| 7.               | Hohlflöte       | 4′  |
| 8.               | Quinte          | 3′  |
| 9.               | Octave          | 2′  |
| 10.              | Cornett II–IV   |     |
| 11.              | Scharf IV       |     |

| II Oberwerk C–f3 |                   |     |
| 12.              | Lieblich Gedact   | 16′ |
| 13.              | Geigen-Principal0 | 8′  |
| 14.              | Salicional        | 8′  |
| 15.              | Flauto traverso   | 8′  |
| 16.              | Lieblich Gedact   | 8′  |
| 17.              | Amabile           | 4′  |
| 18.              | Dolce             | 4′  |
| 19.              | Mixtur III        |     |

| Pedal C–d1 |                 |     |
| 20.        | Principal-Bass  | 16′ |
| 21.        | Violon-Bass     | 16′ |
| 22.        | Sub-Bass        | 16′ |
| 23.        | Principal-Bass  | 8′  |
| 24.        | Gedact-Bass     | 8′  |
| 25.        | Octav-Bass      | 4′  |
| 26.        | Possaunen-Bass0 | 16′ |

- Koppeln: II/I, I/P
- Spielhilfen: Sperrventil Hauptwerk, Sperrventil Oberwerk, Sperrventil Pedal, Absteller Pedal, Klingel

## Würdigung
Die Schliebener Kirche mit ihrem hohen Turm ist das weithin sichtbare Wahrzeichen der Stadt. Ihr im 19. Jahrhundert ergänzter Kirchturm fügt sich harmonisch an den mittelalterlichen Kirchenbau an. Die Fülle der barocken Epitaphien des 18. Jahrhunderts im Chor, der große und qualitätvolle Kanzelaltar und die ungewöhnlich reich gestaltete Taufe verweisen auf die politische Bedeutung und die wirtschaftliche Blüte der Amtsstadt im 18. Jahrhundert.